# Kyselina undecylová
Kyselina undecylová[zdroj?] (systematický název kyselina undekanová) je v přírodě se vyskytující karboxylová kyselina se vzorcem CH3(CH2)9COOH. Používá se jako antimykotikum. Podobně jako kyselina dekanová má nepříjemný zápach.